# 안태영 (배우)
안태영(1984년 3월 21일 ~ )은 대한민국의배우이다.

## 출연작

### 영화
- 《찰칵》 (2016년)
- 《쓰리 썸머 나잇》 (2015년) - 건달 2 역
- 《톱스타》 (2013년) - 원준 남자후배 역
- 《미스터 고》 (2013년) - 안태릉 역
- 《투혼》 (2011년) - 삼성선수 진성민 역

### 드라마
- 《슬기로운 감빵생활》 (2017년, tvN) - 임선수 역
- 《혼술남녀》 (2016년, tvN)
- 《싸우자 귀신아》 (2016년, tvN)
- 《식샤를 합시다 2》 (2015년, tvN)
- 《7급 공무원》 (2014년, MBC)
- 《개과천선》 (2014년, MBC)

### CF
- 《Channel Mnet》 (2015, Hongkong)
- 《Heya Aqua》 (2015, Hongkong)
- 《AIA Insurance》 (2015, Hongkong)
- 《Sebamed Hair Shampoo》 (2015, Hongkong)
- 《DBS Compass Visa》 (2015, Hongkong)